# Clarafond-Arcine
Clarafond-Arcine là một xã trong tỉnh Haute-Savoie thuộc vùng Rhône-Alpes đông nam Pháp.
Prior to ngày 1 tháng 7 năm 2005, it was known as Clarafond.